# 2018 日本女子サッカーリーグ
- 日本女子サッカーリーグ  > 2018 日本女子サッカーリーグ
- 2018年のスポーツ  >  2018年のサッカー  > 2018 日本女子サッカーリーグ

2018 日本女子サッカーリーグ（2018 にほんじょしサッカーリーグ）は、2018年に行われた第30回の日本女子サッカーリーグである。

## 概要
2008年から引き続きプレナスが冠スポンサーを務め、「プレナスなでしこリーグ」「プレナスチャレンジリーグ」の名称で行われた。
2018年2月2日に以下の大会概要が、2月2日に競技日程がそれぞれ発表された。
なでしこリーグ1部
- 全10クラブによる2回総当たり。
- 昨年に引き続いてカップ戦としてプレナスなでしこリーグカップ1部が開催される。
- 開催日程：3月21日-11月3日

なでしこリーグ2部
- 全10クラブによる2回総当たり。
- 昨年に引き続いて2部クラブ同士によるプレナスなでしこリーグカップ2部が行われる。
- 開催日程：3月21日-10月28日

チャレンジリーグ
- 全12クラブを「EAST」「WEST」に分け、それぞれ3回総当たりで対戦する。
- リーグ終了後、EASTおよびWESTの1位と2位、3位と4位、5位と6位が3グループに分かれ、各グループ4クラブにてプレーオフを行い、順位を決定する。
- 開催日程
  - EAST： 4月15日-7月15日
  - WEST： 4月15日-8月5日
  - プレーオフ（順位決定戦）： 9月1日 - 9月15日

1. ↑  当初は7月16日に終了予定だったが平成30年7月豪雨の影響で第14節の2試合と第15節の1試合が中止・順延となり、予選リーグ終了が8月5日までずれ込んだ。

## 2018年の参加クラブ
2017年12月17日に2018シーズンのなでしこリーグ・チャレンジリーグに加盟する全チームが決定した。

### なでしこリーグ1部
| チーム名                               | 監督       | ホームタウン         | 前年成績        |
| -------------------------------------- | ---------- | -------------------- | --------------- |
| マイナビベガルタ仙台レディース         | 越後和男   | 宮城県仙台市         | なでしこ1部 4位 |
| 浦和レッドダイヤモンズ・レディース     | 石原孝尚   | 埼玉県さいたま市     | なでしこ1部 3位 |
| ジェフユナイテッド市原・千葉レディース | 藤井奈々 ※ | 千葉県市原市・千葉市 | なでしこ1部 7位 |
| 日テレ・ベレーザ                       | 永田雅人 ※ | 東京都稲城市         | なでしこ1部 1位 |
| 日体大FIELDS横浜                       | 小嶺栄二 ※ | 神奈川県横浜市       | なでしこ2部 1位 |
| ノジマステラ神奈川相模原               | 菅野将晃   | 神奈川県相模原市     | なでしこ1部 8位 |
| アルビレックス新潟レディース           | 山崎真 ※   | 新潟県新潟市・聖籠町 | なでしこ1部 5位 |
| AC長野パルセイロ・レディース           | 本田美登里 | 長野県長野市         | なでしこ1部 6位 |
| セレッソ大阪堺レディース               | 竹花友也   | 大阪府大阪市・堺市   | なでしこ2部 2位 |
| INAC神戸レオネッサ                     | 鈴木俊 ※   | 兵庫県神戸市         | なでしこ1部 2位 |

1. ↑  ※印は新任

#### 監督交代
| チーム名                           | 前監督   | 退任日  | 新監督   | 就任日  | 備考                       |
| ---------------------------------- | -------- | ------- | -------- | ------- | -------------------------- |
| マイナビベガルタ仙台レディース     | 越後和男 | 6月5日  | 千葉泰伸 | 6月5日  | 女子強化育成部長からの異動 |
| 浦和レッドダイヤモンズ・レディース | 石原孝尚 | 10月9日 | 正木裕史 | 10月9日 | コーチからの昇格           |

### なでしこリーグ2部
| チーム名                     | 監督       | ホームタウン   | 前年成績                    |
| ---------------------------- | ---------- | -------------- | --------------------------- |
| ちふれASエルフェン埼玉       | 菅澤大我 ※ | 埼玉県狭山市   | なでしこ1部 9位             |
| オルカ鴨川FC                 | 百武江梨 ※ | 千葉県鴨川市   | なでしこ2部 4位             |
| スフィーダ世田谷FC           | 川邊健一   | 東京都世田谷区 | なでしこ2部 6位             |
| ニッパツ横浜FCシーガルズ     | 神野卓哉   | 神奈川県横浜市 | なでしこ2部 5位             |
| 静岡産業大学磐田ボニータ     | 村松大介   | 静岡県磐田市   | チャレンジ WEST2位・総合1位 |
| 伊賀フットボールクラブくノ一 | 大嶽直人 ※ | 三重県伊賀市   | なでしこ1部 10位            |
| バニーズ京都SC               | 千本哲也   | 京都府京都市   | チャレンジ WEST1位・総合2位 |
| ASハリマアルビオン           | 田渕径二   | 兵庫県姫路市   | なでしこ2部 7位             |
| 岡山湯郷Belle                | 亘崇詞     | 岡山県美作市   | なでしこ2部 8位             |
| 愛媛FCレディース             | 赤井秀一 ※ | 愛媛県松山市   | なでしこ2部 3位             |

1. ↑  ※印は新任

### チャレンジリーグ

#### EAST
| チーム名                       | 監督         | ホームタウン   | 前年成績                     |
| ------------------------------ | ------------ | -------------- | ---------------------------- |
| ノルディーア北海道             | 中村宏紀     | 北海道札幌市   | チャレンジ EAST5位・総合11位 |
| 常盤木学園高等学校             | 阿部由晴     | 宮城県仙台市   | チャレンジ EAST3位・総合6位  |
| つくばFCレディース             | 石川慎之助 ※ | 茨城県つくば市 | チャレンジ EAST6位・総合12位 |
| FC十文字VENTUS                 | 柴山桂       | 埼玉県新座市   | チャレンジ EAST1位・総合4位  |
| 大和シルフィード               | 藤巻藍子     | 神奈川県大和市 | チャレンジ EAST2位・総合3位  |
| 新潟医療福祉大学女子サッカー部 | 草木克洋 ※   | 新潟県新潟市   | チャレンジ EAST4位・総合8位  |

#### WEST
| チーム名                       | 監督       | ホームタウン       | 前年成績                    |
| ------------------------------ | ---------- | ------------------ | --------------------------- |
| JFAアカデミー福島              | 賀谷英司 ※ | 静岡県御殿場市     | チャレンジ WEST5位・総合9位 |
| NGUラブリッジ名古屋            | 熊田喜則 ※ | 愛知県名古屋市     | チャレンジ WEST3位・総合7位 |
| コノミヤ・スペランツァ大阪高槻 | 種田佳織 ※ | 大阪府高槻市       | なでしこ2部 10位            |
| セレッソ大阪堺ガールズ         | 岡本三代 ※ | 大阪府大阪市・堺市 | チャレンジリーグ入替戦 1位  |
| 吉備国際大学Charme岡山高梁     | 東依里 ※   | 岡山県高梁市       | なでしこ2部 9位             |
| アンジュヴィオレ広島           | 貞清健一 ※ | 広島県広島市       | チャレンジ WEST4位・総合5位 |

1. 1 2  ※印は新任
2. ↑  JFAアカデミー福島の本来の所在地は福島県である。JFAアカデミー福島#一時避難を参照。
3. ↑  『FC吉備国際大学Charme』より名称変更

## 順位

### なでしこリーグ1部
| 順 | チーム                                 | 試 | 勝 | 分 | 敗 | 得 | 失 | 差  | 点 | 出場権または降格             |
| -- | -------------------------------------- | -- | -- | -- | -- | -- | -- | --- | -- | ---------------------------- |
| 1  | 日テレ・ベレーザ (C)                   | 18 | 14 | 3  | 1  | 38 | 6  | +32 | 45 |                              |
| 2  | INAC神戸レオネッサ                     | 18 | 12 | 4  | 2  | 45 | 11 | +34 | 40 |                              |
| 3  | ノジマステラ神奈川相模原               | 18 | 9  | 3  | 6  | 29 | 24 | +5  | 30 |                              |
| 4  | 浦和レッドダイヤモンズレディース       | 18 | 9  | 2  | 7  | 22 | 20 | +2  | 29 |                              |
| 5  | アルビレックス新潟レディース           | 18 | 8  | 3  | 7  | 23 | 25 | −2  | 27 |                              |
| 6  | ジェフユナイテッド市原・千葉レディース | 18 | 5  | 8  | 5  | 19 | 19 | 0   | 23 |                              |
| 7  | AC長野パルセイロ・レディース           | 18 | 6  | 4  | 8  | 22 | 27 | −5  | 22 |                              |
| 8  | マイナビベガルタ仙台レディース         | 18 | 4  | 3  | 11 | 17 | 39 | −22 | 15 |                              |
| 9  | 日体大FIELDS横浜                       | 18 | 3  | 4  | 11 | 14 | 33 | −19 | 13 | 1部2部入替戦に出場, 残留     |
| 10 | セレッソ大阪堺レディース (R)           | 18 | 2  | 2  | 14 | 17 | 42 | −25 | 8  | 2019 なでしこリーグ2部へ降格 |

最終更新は2018年11月3日の試合終了時
出典: 順位（2018 なでしこリーグ1部）
順位の決定基準: 1.勝点 2.得失点差 3.総得点 4.当該チーム間の対戦成績（勝点、得失点差、総得点数の順に比較）5.勝利数 6.反則ポイント 7.順位決定戦（必要な場合のみ）.

### なでしこリーグ2部
| 順 | チーム                               | 試 | 勝 | 分 | 敗 | 得 | 失 | 差  | 点 | 出場権または降格                |
| -- | ------------------------------------ | -- | -- | -- | -- | -- | -- | --- | -- | ------------------------------- |
| 1  | 伊賀フットボールクラブくノ一 (C) (P) | 18 | 14 | 2  | 2  | 29 | 6  | +23 | 44 | 2019 なでしこリーグ1部へ昇格    |
| 2  | ニッパツ横浜FCシーガルズ             | 18 | 9  | 4  | 5  | 32 | 24 | +8  | 31 | 1部2部入替戦に出場, 残留        |
| 3  | ちふれASエルフェン埼玉               | 18 | 8  | 6  | 4  | 27 | 21 | +6  | 30 |                                 |
| 4  | オルカ鴨川FC                         | 18 | 8  | 4  | 6  | 26 | 24 | +2  | 28 |                                 |
| 5  | ASハリマアルビオン                   | 18 | 7  | 4  | 7  | 20 | 19 | +1  | 25 |                                 |
| 6  | 愛媛FCレディース                     | 18 | 5  | 8  | 5  | 21 | 21 | 0   | 23 |                                 |
| 7  | 静岡産業大学磐田ボニータ             | 18 | 4  | 9  | 5  | 20 | 23 | −3  | 21 |                                 |
| 8  | スフィーダ世田谷FC                   | 18 | 5  | 3  | 10 | 20 | 28 | −8  | 18 |                                 |
| 9  | バニーズ京都SC                       | 18 | 3  | 5  | 10 | 11 | 27 | −16 | 14 | 2部チャレンジ入替戦に出場, 残留 |
| 10 | 岡山湯郷Belle (R)                    | 18 | 2  | 5  | 11 | 16 | 29 | −13 | 11 | 2019 チャレンジリーグへ降格     |

最終更新は2018年10月28日の試合終了時
出典: 順位（2018 なでしこリーグ2部）
順位の決定基準: 1.勝点 2.全試合の得失点差 3.全試合の総得点数 4.当該チーム間の対戦成績（当該チーム間の勝点→当該チーム間の得失点差 の順） 5.反則ポイント 6.抽選.

### チャレンジリーグ

#### チャレンジリーグEAST
| 順 | チーム                         | 試 | 勝 | 分 | 敗 | 得 | 失 | 差  | 点 | 出場権または降格       |
| -- | ------------------------------ | -- | -- | -- | -- | -- | -- | --- | -- | ---------------------- |
| 1  | 大和シルフィード               | 15 | 9  | 3  | 3  | 24 | 15 | +9  | 30 | 1-4位順位決定戦に出場  |
| 2  | FC十文字VENTUS                 | 15 | 9  | 0  | 6  | 33 | 24 | +9  | 27 | 1-4位順位決定戦に出場  |
| 3  | ノルディーア北海道             | 15 | 8  | 2  | 5  | 23 | 16 | +7  | 26 | 5-8位順位決定戦に出場  |
| 4  | 新潟医療福祉大学女子サッカー部 | 15 | 6  | 2  | 7  | 15 | 27 | −12 | 20 | 5-8位順位決定戦に出場  |
| 5  | 常盤木学園高等学校             | 15 | 5  | 1  | 9  | 28 | 29 | −1  | 16 | 9-12位順位決定戦に出場 |
| 6  | つくばFCレディース             | 15 | 3  | 2  | 10 | 15 | 27 | −12 | 11 | 9-12位順位決定戦に出場 |

最終更新は2018年7月16日の試合終了時
出典: 順位（2018 なでしこチャレンジリーグeast）
順位の決定基準: 1.勝点 2.全試合の得失点差 3.全試合の総得点数 4.当該チーム間の対戦成績（当該チーム間の勝点→当該チーム間の得失点差 の順） 5.反則ポイント 6.抽選.

#### チャレンジリーグWEST
| 順 | チーム                         | 試 | 勝 | 分 | 敗 | 得 | 失 | 差  | 点 | 出場権または降格       |
| -- | ------------------------------ | -- | -- | -- | -- | -- | -- | --- | -- | ---------------------- |
| 1  | アンジュヴィオレ広島           | 15 | 8  | 4  | 3  | 20 | 12 | +8  | 28 | 1-4位順位決定戦に出場  |
| 2  | JFAアカデミー福島              | 15 | 7  | 3  | 5  | 25 | 15 | +10 | 24 | 1-4位順位決定戦に出場  |
| 3  | 吉備国際大学Charme岡山高梁     | 15 | 6  | 6  | 3  | 24 | 20 | +4  | 24 | 5-8位順位決定戦に出場  |
| 4  | NGUラブリッジ名古屋            | 15 | 6  | 4  | 5  | 16 | 16 | 0   | 22 | 5-8位順位決定戦に出場  |
| 5  | セレッソ大阪堺ガールズ         | 15 | 4  | 1  | 10 | 13 | 23 | −10 | 13 | 9-12位順位決定戦に出場 |
| 6  | コノミヤ・スペランツァ大阪高槻 | 15 | 3  | 4  | 8  | 14 | 26 | −12 | 13 | 9-12位順位決定戦に出場 |

最終更新は2018年8月5日の試合終了時
出典: 順位（2018 なでしこチャレンジリーグwest）
順位の決定基準: 1.勝点 2.全試合の得失点差 3.全試合の総得点数 4.当該チーム間の対戦成績（当該チーム間の勝点→当該チーム間の得失点差 の順） 5.反則ポイント 6.抽選.

#### チャレンジリーグ順位決定戦1位-4位
| 順 | チーム                   | 試 | 勝 | 分 | 敗 | 得 | 失 | 差 | 点 | 備考                              |
| -- | ------------------------ | -- | -- | -- | -- | -- | -- | -- | -- | --------------------------------- |
| 1  | 大和シルフィード (C) (P) | 3  | 2  | 1  | 0  | 4  | 2  | +2 | 7  | 2019 なでしこリーグ2部へ昇格      |
| 2  | FC十文字VENTUS           | 3  | 1  | 2  | 0  | 4  | 3  | +1 | 5  | 2部・チャレンジ入替戦に出場, 残留 |
| 3  | JFAアカデミー福島        | 3  | 0  | 2  | 1  | 2  | 3  | −1 | 2  |                                   |
| 4  | アンジュヴィオレ広島     | 3  | 0  | 1  | 2  | 3  | 5  | −2 | 1  |                                   |

最終更新は2018年9月15日の試合終了時
出典: 順位（2018 なでしこチャレンジリーグチャレンジリーグ順位決定戦1位-4位）
順位の決定基準: 1.勝点 2.全試合の得失点差 3.全試合の総得点数 4.当該チーム間の対戦成績（当該チーム間の勝点→当該チーム間の得失点差 の順） 5.反則ポイント 6.抽選.

#### チャレンジリーグ順位決定戦5位-8位
| 順 | チーム                         | 試 | 勝 | 分 | 敗 | 得 | 失 | 差 | 点  |
| -- | ------------------------------ | -- | -- | -- | -- | -- | -- | -- | --- |
| 5  | 吉備国際大学Charme岡山高梁     | 3  | 3  | 0  | 0  | 5  | 1  | +4 | 091 |
| 6  | NGUラブリッジ名古屋            | 3  | 1  | 1  | 1  | 2  | 2  | 0  | 4   |
| 7  | 新潟医療福祉大学女子サッカー部 | 3  | 1  | 1  | 1  | 3  | 4  | −1 | 041 |
| 8  | ノルディーア北海道             | 3  | 0  | 0  | 3  | 0  | 3  | −3 | 01  |

最終更新は2018年9月15日の試合終了時
出典: 順位（2018 なでしこチャレンジリーグチャレンジリーグ順位決定戦5位-8位）
順位の決定基準: 1.勝点 2.全試合の得失点差 3.全試合の総得点数 4.当該チーム間の対戦成績（当該チーム間の勝点→当該チーム間の得失点差 の順） 5.反則ポイント 6.抽選.
1: 9月6日の北海道胆振東部地震の影響で、ノルディーア北海道が出場する2試合（9月9日：新潟医療福祉大学女子サッカー部戦、9月15日：吉備国際大学Charme岡山高梁戦）が中止となった。その後の9月18日に、これらの試合は順延をせず、ノルディーア北海道の0-1での敗戦扱いとすることが発表された。

#### チャレンジリーグ順位決定戦9位-12位
| 順 | チーム                         | 試 | 勝 | 分 | 敗 | 得 | 失 | 差 | 点 | 備考                               |
| -- | ------------------------------ | -- | -- | -- | -- | -- | -- | -- | -- | ---------------------------------- |
| 9  | コノミヤ・スペランツァ大阪高槻 | 3  | 2  | 1  | 0  | 4  | 1  | +3 | 7  |                                    |
| 10 | セレッソ大阪堺ガールズ         | 3  | 2  | 0  | 1  | 3  | 3  | 0  | 6  |                                    |
| 11 | 常盤木学園高等学校             | 3  | 1  | 0  | 2  | 2  | 3  | −1 | 3  | チャレンジリーグ入替戦に出場, 残留 |
| 12 | つくばFCレディース             | 3  | 0  | 1  | 2  | 1  | 3  | −2 | 1  | チャレンジリーグ入替戦に出場, 残留 |

最終更新は2018年9月15日の試合終了時
出典: 順位（2018 なでしこチャレンジリーグチャレンジリーグ順位決定戦9位-12位）
順位の決定基準: 1.勝点 2.全試合の得失点差 3.全試合の総得点数 4.当該チーム間の対戦成績（当該チーム間の勝点→当該チーム間の得失点差 の順） 5.反則ポイント 6.抽選.

## 表彰
表彰式は2018年11月5日に行われ、リーグ公式HPでライブ配信された。

### 表彰式 受賞者
| 賞                  | 受賞者               | 所属                         |
| なでしこリーグ1部   | なでしこリーグ1部    | なでしこリーグ1部            |
| ------------------- | -------------------- | ---------------------------- |
| 最優秀選手賞（MVP） | 田中美南             | 日テレ・ベレーザ             |
| 得点王              | 田中美南（15得点）   | 日テレ・ベレーザ             |
| 敢闘賞              | 中島依美             | INAC神戸レオネッサ           |
| 新人賞              | 宮澤ひなた           | 日テレ・ベレーザ             |
| ベストイレブン      | 山下杏也加（GK）     | 日テレ・ベレーザ             |
| ベストイレブン      | 岩清水梓（DF）       | 日テレ・ベレーザ             |
| ベストイレブン      | 鮫島彩（DF）         | INAC神戸レオネッサ           |
| ベストイレブン      | 清水梨紗（DF）       | 日テレ・ベレーザ             |
| ベストイレブン      | 三宅史織（DF）       | INAC神戸レオネッサ           |
| ベストイレブン      | 阪口萌乃（MF）       | アルビレックス新潟レディース |
| ベストイレブン      | 中島依美（MF）       | INAC神戸レオネッサ           |
| ベストイレブン      | 長谷川唯（MF）       | 日テレ・ベレーザ             |
| ベストイレブン      | 南野亜里沙（FW）     | ノジマステラ神奈川相模原     |
| ベストイレブン      | 田中美南（FW）       | 日テレ・ベレーザ             |
| ベストイレブン      | 菅澤優衣香（FW）     | 浦和レッズレディース         |
| 優勝監督賞          | 永田雅人             | 日テレ・ベレーザ             |
| フェアプレー賞      | 浦和レッズレディース |                              |
| なでしこリーグ2部   |                      |                              |
| 最優秀選手賞（MVP） | 杉田亜未             | 伊賀フットボールくノ一       |
| 得点王              | 大滝麻未（11得点）   | ニッパツ横浜FCシーガルズ     |
| 新人賞              | 田嶋みのり           | ちふれASエルフェン埼玉       |
| フェアプレー賞      | 愛媛FCレディース     |                              |
| チャレンジリーグ    |                      |                              |
| 最優秀選手賞（MVP） | 池尻茉由             | 吉備国際大学Charme岡山高梁   |
| 得点王              | 池尻茉由（18得点）   | 吉備国際大学Charme岡山高梁   |
| 新人賞              | 大家梨緒             | 大和シルフィード             |
| フェアプレー賞      | JFAアカデミー福島    |                              |
| その他表彰          |                      |                              |
| 通算200試合出場     | 大石沙弥香           | アルビレックス新潟レディース |
| 通算200試合出場     | 山本絵美             | ニッパツ横浜FCシーガルズ     |
| 通算200試合出場     | 山本裕美             | バニーズ京都SC               |
| 通算300試合出場     | 大野忍               | ノジマステラ神奈川相模原     |
| 最優秀審判賞        | 髙橋早織             |                              |

## 入れ替え

### なでしこリーグ1部となでしこリーグ2部
なでしこリーグ1部10位となでしこリーグ2部1位は自動入れ替え。なでしこリーグ1部9位となでしこリーグ2部2位のチームでホーム&アウェイ方式による入れ替え戦を実施し、勝者が1部へ昇格または残留する。

#### なでしこリーグ1部・2部入替戦
日時・会場は以下の通り。
| 2018年12月8日 13:00 |

| ニッパツ横浜FCシーガルズ | 1 - 2          | 日体大FIELDS横浜                  |
| 髙橋美夕紀 8分           | 公式記録 (PDF) | 平田ひかり 14分 · 今井裕里奈 55分 |

| ニッパツ三ツ沢球技場, 横浜市 観客数: 1,564人 主審: 兼松春奈 |

| 2018年12月16日 13:00 |

| 日体大FIELDS横浜              | 2 - 2          | ニッパツ横浜FCシーガルズ        |
| 李誠雅 71分 · 平田ひかり 89分 | 公式記録 (PDF) | 中村みづき 53分 · 大滝麻未 73分 |

| 三ツ沢公園陸上競技場, 横浜市 観客数: 1,414人 主審: 梶山芙紗子 |

1勝1分で日体大FIELDS横浜のなでしこリーグ1部残留が決定

### なでしこリーグ2部とチャレンジリーグ
なでしこリーグ2部10位とチャレンジリーグ1位は自動入れ替え。なでしこリーグ2部9位とチャレンジリーグ2位のチームでホーム&アウェイ方式による入れ替え戦を実施し、勝者がなでしこリーグ2部へ昇格または残留する。ただしチャレンジリーグのチームは、「なでしこリーグガイドライン」の認定を受けているチームでなければ出場できない。

#### なでしこリーグ2部・チャレンジリーグ入替戦
日時・会場は以下の通り。
| 2018年12月8日 13:30 |

| FC十文字VENTUS | 1 - 3          | バニーズ京都SC                      |
| 野口彩佳 29分  | 公式記録 (PDF) | 草野詩帆 43分, 61分 · 佐藤莉奈 48分 |

| 十文字学園女子大学サッカーグラウンド, 新座市 観客数: 226人 主審: 手代木直美 |

| 2018年12月15日 13:30 |

| バニーズ京都SC                | 2 - 3          | FC十文字VENTUS                          |
| 谷口木乃実 15分 · 西川樹 27分 | 公式記録 (PDF) | 中原さやか 44分 · 杉原遥波 45+1分, 87分 |

| 京都市西京極総合運動公園陸上競技場兼球技場, 京都市 観客数: 574人 主審: 坊薗真琴 |

2試合合計5 - 4で得失点差によりバニーズ京都SCのなでしこリーグ2部残留が決定

### チャレンジリーグと地域リーグ
チャレンジリーグ参入を希望するチームによる入替戦予選大会を行い、その1位チームがチャレンジリーグの12位チームと、その2位チームがチャレンジリーグの11位チームとホーム&アウェイ方式による入れ替え戦を実施する。各勝者がチャレンジリーグへ昇格または残留する。
入替戦予選大会の方式は以下の通り。
- 出場8チームを4チームずつの2グループに分け、それぞれ1回戦総当たりのリーグ戦を行う。
  - リーグ戦は試合時間70分で、決着しない場合はPK戦で決着を付ける。勝ち点は「勝ち3・PK戦勝ち2・PK戦負け1・負け0」。
- リーグ戦各組の1位同士が順位決定戦を行い、1位と2位を決定する。
  - 順位決定戦は試合時間90分で、決着しない場合は（延長戦は行わず）PK戦で決着を付ける。

#### チャレンジリーグ入替戦予選大会
全試合、時之栖スポーツセンターうさぎ島グラウンド（静岡県御殿場市）で開催。

##### Aグループ
| 順 | チーム                       | 試 | 勝 | PK勝 | PK敗 | 敗 | 得 | 失 | 差 | 点 | 備考                                           |
| -- | ---------------------------- | -- | -- | ---- | ---- | -- | -- | -- | -- | -- | ---------------------------------------------- |
| 1  | 群馬FCホワイトスター         | 3  | 2  | 0    | 1    | 0  | 5  | 1  | +4 | 7  | 順位決定戦に進出、チャレンジリーグ入替戦に出場 |
| 2  | ヴィクサーレ沖縄FCナビィータ | 3  | 2  | 0    | 0    | 1  | 4  | 1  | +3 | 6  |                                                |
| 3  | INAC神戸レオンチーナ         | 3  | 0  | 1    | 1    | 1  | 1  | 3  | −2 | 3  |                                                |
| 4  | レノファ山口FCレディース     | 3  | 0  | 1    | 0    | 2  | 0  | 5  | −5 | 2  |                                                |

| 2018年10月26日 11:00 |

| ヴィクサーレ沖縄FCナビィータ | 2 - 0          | INAC神戸レオンチーナ |
|                              | 公式記録 (PDF) |                      |

| 観客数: 45人 主審: 中本早紀 |

| 2018年10月26日 14:00 |

| 群馬FCホワイトスター | 3 - 0          | レノファ山口FCレディース |
|                      | 公式記録 (PDF) |                          |

| 観客数: 86人 主審: 國師えりな |

| 2018年10月27日 11:00 |

| INAC神戸レオンチーナ | 1 - 1          | 群馬FCホワイトスター |
|                      | 公式記録 (PDF) |                      |
|                      | PK戦           |                      |
|                      | 3 - 1          |                      |

| 観客数: 53人 主審: 仲地あすか |

| 2018年10月27日 14:00 |

| ヴィクサーレ沖縄FCナビィータ | 2 - 0          | レノファ山口FCレディース |
|                              | 公式記録 (PDF) |                          |

| 観客数: 101人 主審: 赤木陽美 |

| 2018年10月28日 11:00 |

| レノファ山口FCレディース | 0 - 0          | INAC神戸レオンチーナ |
|                          | 公式記録 (PDF) |                      |
|                          | PK戦           |                      |
|                          | 4 - 3          |                      |

| 観客数: 56人 主審: 清水和佳奈 |

| 2018年10月28日 14:00 |

| 群馬FCホワイトスター | 1 - 0          | ヴィクサーレ沖縄FCナビィータ |
|                      | 公式記録 (PDF) |                              |

| 観客数: 65人 主審: 兼松春奈 |

##### Bグループ
| 順 | チーム                           | 試 | 勝 | PK勝 | PK敗 | 敗 | 得 | 失 | 差 | 点 | 備考                                           |
| -- | -------------------------------- | -- | -- | ---- | ---- | -- | -- | -- | -- | -- | ---------------------------------------------- |
| 1  | ノジマステラ神奈川相模原ドゥーエ | 3  | 1  | 1    | 1    | 0  | 5  | 3  | +2 | 6  | 順位決定戦に進出、チャレンジリーグ入替戦に出場 |
| 2  | 南葛SC WINGS                     | 3  | 1  | 1    | 1    | 0  | 4  | 3  | +1 | 6  |                                                |
| 3  | MITO EIKO FC 茨城レディース      | 3  | 0  | 1    | 1    | 1  | 2  | 3  | −1 | 3  |                                                |
| 4  | ディオッサ出雲F.C.               | 3  | 1  | 0    | 0    | 2  | 1  | 3  | −2 | 3  |                                                |

| 2018年10月26日 11:00 |

| ノジマステラ神奈川相模原ドゥーエ | 2 - 2          | 南葛SC WINGS |
|                                  | 公式記録 (PDF) |              |
|                                  | PK戦           |              |
|                                  | 3 - 5          |              |

| 観客数: 40人 主審: 楠本成美 |

| 2018年10月26日 14:00 |

| MITO EIKO FC 茨城レディース | 0 - 1          | ディオッサ出雲F.C. |
|                             | 公式記録 (PDF) |                    |

| 観客数: 60人 主審: 横田碧 |

| 2018年10月27日 11:00 |

| 南葛SC WINGS | 1 - 1          | MITO EIKO FC 茨城レディース |
|              | 公式記録 (PDF) |                             |
|              | PK戦           |                             |
|              | 1 - 3          |                             |

| 観客数: 58人 主審: 小野田伊佐子 |

| 2018年10月27日 14:00 |

| ノジマステラ神奈川相模原ドゥーエ | 2 - 0          | ディオッサ出雲F.C. |
|                                  | 公式記録 (PDF) |                    |

| 観客数: 83人 主審: 一木千広 |

| 2018年10月28日 11:00 |

| ディオッサ出雲F.C. | 0 - 1          | 南葛SC WINGS |
|                    | 公式記録 (PDF) |              |

| 観客数: 75人 主審: 廣田奈美 |

| 2018年10月28日 14:00 |

| MITO EIKO FC 茨城レディース | 1 - 1          | ノジマステラ神奈川相模原ドゥーエ |
|                             | 公式記録 (PDF) |                                  |
|                             | PK戦           |                                  |
|                             | 5 - 6          |                                  |

| 観客数: 55人 主審: 柳村彩乃 |

##### 順位決定戦
| 2018年10月29日 11:00 |

| 群馬FCホワイトスター | 1 - 0          | ノジマステラ神奈川相模原ドゥーエ |
|                      | 公式記録 (PDF) |                                  |

| 観客数: 58人 主審: 中本早紀 |

#### チャレンジリーグ入替戦
日時・会場は以下の通り。
| 2018年12月8日 13:00 |

| ノジマステラ神奈川相模原ドゥーエ （入替戦予選大会2位） | 1 - 1          | 常盤木学園高等学校 （チャレンジリーグ11位） |
| 廣澤真穂 87分                                          | 公式記録 (PDF) | 加藤栞 47分                                 |

| ノジマフットボールパークグラウンド, 相模原市 観客数: 162人 主審: 緒方実央 |

| 2018年12月15日 13:00 |

| 常盤木学園高等学校            | 2 - 0          | ノジマステラ神奈川相模原ドゥーエ |
| 津田真凛 19分 · 西野朱音 87分 | 公式記録 (PDF) |                                  |

| 七ヶ浜サッカースタジアム, 七ヶ浜町 観客数: 100人 主審: 吉澤久惠 |

1勝1分で常盤木学園高等学校のチャレンジリーグ残留が決定
| 2018年12月9日 13:00 |

| 群馬FCホワイトスター （入替戦予選大会1位） | 2 - 0          | つくばFCレディース （チャレンジリーグ12位） |
| 野田萌夏 55分 · 佐藤亜実 71分              | 公式記録 (PDF) |                                             |

| 前橋総合運動公園陸上競技・サッカー場, 前橋市 観客数: 158人 主審: 萩尾麻衣子 |

| 2018年12月15日 13:00 |

| つくばFCレディース                    | 2 - 0 (延長)   | 群馬FCホワイトスター                         |
| 亀井祐美 37分 · 中山慶子 78分         | 公式記録 (PDF) |                                              |
|                                       | PK戦           |                                              |
| 大木汐 川原布紗子 遠藤れい良 宮下彩音 | 3 - 2          | 相沢優里 神成美紀 佐藤亜実 高塚綾音 北川紗希 |

| セキショウチャレンジスタジアム, つくば市 観客数: 606人 主審: 藤田美智子 |

PK戦に勝利したつくばFCレディースのチャレンジリーグ残留が決定